# Hugo Gottfried von Korff zu Harkotten
Hugo Gottfried von Korff zu Harkotten (Taufname: Hugo Gottfried Adam) (* 25. November 1693; † 16. November 1726) war Domherr in Osnabrück und Propst in der Pfarrkirche St. Johann in Osnabrück.

## Leben

### Herkunft und Familie
Hugo Gottfried wuchs als Sohn des Wilhelm Heinrich von Korff zu Harkotten und seiner Gemahlin Franzelina Christina von Galen zu Assen zusammen mit seinen Geschwistern Wilhelm Friedrich (1688–1727, ⚭ Catharina Franziska Bernhardina von Westfalen), Benedikt Matthias, Maria Dorothea (Stiftsdame in Nottuln), Dietrich Mauritz Joseph, Franz Bernhard (Kanonikus in Cappenberg), Anna Elisabeth (Stiftsdame in Nottuln) und Francelina Helena (Stiftsdame in Langenhorst) in der uralten Adelsfamilie von Korff auf.

### Wirken
Nach einem sechsjährigen Studium am Collegium Germanicum in Rom erhielt Hugo Gottfried im Jahre 1719 auf Einwirken des Papstes eine Dompräbende in Osnabrück. Zuvor fand die Aufschwörung vor dem Domkapitel statt.
Nach zweijähriger Tätigkeit als Domherr wurde er am 2. Januar 1721 zum Propst von St. Johann in Osnabrück ernannt. In diesem Amt blieb er bis zu seinem Tode. Er wurde im Domportal Osnabrück beigesetzt.